# Вили Хорн
Вили Хорн  (Берлин, 17. јануар 1909 — 31. март 1989) бивши је немачки кајакаш који се такмичио на Олимпијским играма 1936. у Берлину. Веслао је у пару са својим земљаком Ерихом Ханишем.

## Спортска биографија
Ерих Ханиш и Вили Хорн освојили су сребрну медаљу у дисциплини Склопиви кајак двосед Ф-2 на 10.000 м на Летњим олимпијским играма 1936., када су кајак и кану први пут били у званичном програму олимпијских игара.